# Île de Schwanau
L'île de Schwanau est une île du lac de Lauerz, sur le territoire de Lauerz dans le canton de Schwytz. Elle se trouve à 50 mètres de Roggenburg.
Sur l'île, au pied du Mont Rigi, s'élèvent les vestiges d’un imposant château fort du Moyen Age ainsi que la chapelle Saint Jean des 12e et 13e siècles.

Vue aérienne (1960)